# بریج‌پورت، شهرستان مریپوسا، کالیفرنیا
بریج‌پورت (به انگلیسی: Bridgeport) یک منطقهٔ مسکونی در ایالات متحده آمریکا است که در شهرستان ماریپوزا، کالیفرنیا واقع شده‌است. بریج‌پورت ۴۵۷ متر بالاتر از سطح دریا واقع شده‌است.